# Дубоко језеро (Дедовички рејон)
Дубоко језеро (рус. Глубокое) слатководно је ледничко језеро у централном делу Псковске области, на западу европског дела Руске Федерације. Налази се у северозападном делу Дедовичког рејона, на подручју моренског Судомског побрђа. Кроз језеро протиче река Уза преко које је повезано са сливом Шелоња, односно са басеном реке Нева и Балтичким морем.
Акваторија језера обухвата површину од 1,7 км². Једно је од дубљих језера у том делу области са максималном дубином од 16 метара, односно просечном од око 14 метара.